# Joseph Dang Duc Ngan
Joseph Dang Duc Ngan (vietnamesisch: Giuse Đặng Đức Ngân; * 16. Juni 1957 in Hanoi) ist ein vietnamesischer Geistlicher und römisch-katholischer Erzbischof von Huế.

## Leben
Der Erzbischof von Hanoi, Joseph-Marie Kardinal Trinh Van-Can, spendete ihm am 8. Dezember 1987 die Priesterweihe.
Papst Benedikt XVI. ernannte ihn am 12. Oktober 2007 zum Bischof von Lạng Sơn und Cao Bằng. Die Bischofsweihe spendete ihm der Erzbischof von Hanoi, Joseph Ngô Quang Kiêt, am 3. Dezember desselben Jahres; Mitkonsekratoren waren Joseph Vu Van Thien, Bischof von Hải Phòng, und Stephanus Tri Buu Thien, Koadjutorbischof von Cần Thơ. Als Wahlspruch wählte er Ad Gentes.
Papst Franziskus ernannte ihn am 12. März 2016 zum Bischof von Đà Nẵng.
Am 21. September 2023 ernannte ihn Papst Franziskus zum Koadjutorerzbischof von Huế und zum Apostolischen Administrator seines vormaligen Bistums. Die Amtseinführung als Koadjutor fand am 10. November desselben Jahres statt.
Mit dem Rücktritt von Joseph Nguyễn Chí Linh folgte er diesem am 24. Mai 2025 als Erzbischof von Huế nach.